# Trykkerud Station
Trykkerud Station (Trykkerud stasjon eller Trykkerud holdeplass) er en jernbanestation på Tinnosbanen, der ligger i Sauherad kommune i Norge. Stationen består af et spor og en perron af træ uden nogen form for faciliteter, idet et tidligere eksisterende læskur af træ er blevet fjernet.
Stationen blev åbnet som trinbræt 15. maj 1939. Betjeningen med persontog blev indstillet 13. juni juni 2004 men genoptaget 15. juni 2008.